# Miou-Miou
Miou-Miou (født Sylvette Herry den 22. februar 1950) er en fransk skuespillerinde. I sin karriere har hun arbejdet med en række internationale instruktør, herunder Michel Gondry, Bertrand Blier, Yves Boisset, Claude Berri, Jacques Deray, Michel Deville, Diane Kurys, Radu Mihaileanu, Patrice Leconte, Joseph Losey, og Louis Malle.

## Filmografi (udvalg)
- Kemisk rens (1997)
- Den 8. dag	(1996)
- Germinal (1993)
- Milou i maj (1989)
- Klædt på til fest (1986)
- Klapjagt (1984)
- Den hårde vej (1979)
- Jeg hedder stadig Nobody (1975)